# Dinopsyllus ellobius
Dinopsyllus ellobius är en loppart som först beskrevs av Rothschild 1905.  Dinopsyllus ellobius ingår i släktet Dinopsyllus och familjen mullvadsloppor. Inga underarter finns listade i Catalogue of Life.